# 北海道幼稚園一覧
北海道幼稚園一覧（ほっかいどうようちえんいちらん）は、北海道の幼稚園の一覧。

## 国立幼稚園

### 渡島総合振興局

#### 函館市
- 北海道教育大学附属函館幼稚園

### 上川総合振興局

#### 旭川市
- 北海道教育大学附属旭川幼稚園

## 公立幼稚園

### 石狩振興局

#### 札幌市
- 札幌市立中央幼稚園
- 札幌市立たいへいみなみ幼稚園
- 札幌市立白楊幼稚園
- 札幌市立すずらん幼稚園
- 札幌市立東橋幼稚園
- 札幌市立きくすいもとまち幼稚園
- 札幌市立かっこう幼稚園
- 札幌市立すみかわみなみ幼稚園
- 札幌市立はまなす幼稚園
- 札幌市立ふくいの幼稚園
- 札幌市立らいらっく幼稚園
- 札幌市立いなづみ幼稚園
- 札幌市立しんえい幼稚園

#### 石狩郡
- 当別町立当別幼稚園
- 当別町立鉄北幼稚園

### 渡島総合振興局

#### 函館市
- 函館市立戸井幼稚園
- 函館市立はこだて幼稚園
- 函館龍谷幼稚園

#### 上磯郡
- 知内町立知内幼稚園

#### 茅部郡
- 鹿部町立しかべ幼稚園
- 森町立森幼稚園
- 森町立さわら幼稚園

### 檜山振興局

#### 檜山郡
- 江差町立江差小学校附属あすなろ幼稚園

#### 久遠郡
- せたな町立北檜山幼稚園

#### 奥尻郡
- 奥尻町立奥尻幼稚園
- 奥尻町立青苗幼稚園

#### 瀬棚郡
- 今金町立今金幼稚園

### 後志総合振興局

#### 虻田郡
- ニセコ町立ニセコ幼稚園

#### 岩内郡
- 共和町立中央幼児センター
- 共和町立はまなす幼児センター

### 空知総合振興局

#### 夕張市
- 夕張市立ユーパロ幼稚園

#### 岩見沢市
- 岩見沢市立すみれ幼稚園

#### 美唄市
- 美唄市立中央幼稚園
- 美唄市立栄幼稚園
- 美唄市立三井美唄幼稚園

#### 赤平市
- 赤平市立赤平幼稚園

#### 滝川市
- 滝川市立おおぞら幼稚園

#### 樺戸郡
- 浦臼町立みどり幼稚園

### 上川総合振興局

#### 上川郡
- 東神楽町立東神楽幼稚園
- 当麻町立当麻幼稚園
- 愛別町立愛別幼稚園
- 東川町立東川幼稚園

#### 中川郡
- 美深町立美深幼稚園
- 音威子府村立音威子府幼稚園
- 中川町立中川幼稚園

### 留萌振興局

#### 留萌郡
- 小平町立小平幼稚園
- 小平町立鬼鹿幼稚園

#### 増毛郡
- 増毛町立増毛幼稚園

#### 天塩郡
- 遠別町立遠別幼稚園

### 宗谷総合振興局

#### 枝幸郡
- 浜頓別町立浜頓別幼稚園

### オホーツク総合振興局

#### 網走郡
- 大空町立女満別幼稚園
- 大空町立東藻琴幼稚園

#### 紋別郡
- 遠軽町立白滝幼稚園
- 滝上町立滝上幼稚園

#### 常呂郡
- 訓子府町認定こども園

### 胆振総合振興局

#### 苫小牧市
- 苫小牧市立はなぞの幼稚園

#### 伊達市
- 伊達市立伊達幼稚園
- 伊達市立さくら幼稚園
- 京王幼稚園

#### 虻田郡
- 豊浦町立とようら幼稚園

#### 勇払郡
- 安平町立追分幼稚園

### 日高振興局

#### 様似郡
- 様似町立あすなろ幼稚園

### 十勝総合振興局

#### 河東郡
- 士幌町立士幌幼稚園
- 鹿追町立鹿追幼稚園

#### 上川郡
- 新得町立新得幼稚園
- 清水町立清水幼稚園

#### 河西郡
- 更別町立更別幼稚園
- 更別町立上更別幼稚園

#### 広尾郡
- 広尾町立ひろお幼稚園

#### 中川郡
- 幕別町立わかば幼稚園

#### 十勝郡
- 浦幌町立浦幌幼稚園
- 浦幌町立上浦幌幼稚園
- 浦幌町立厚内幼稚園
- 浦幌町立吉野幼稚園

### 釧路総合振興局

#### 釧路市
- 釧路市立阿寒幼稚園
- 釧路市立マリモ幼稚園
- 釧路市立音別幼稚園

#### 川上郡
- 標茶町立標茶幼稚園

#### 白糠郡
- 白糠町立庶路幼稚園

### 根室振興局

#### 野付郡
- 別海町立上西春別幼稚園
- 別海町立中西別幼稚園
- 別海町立野付幼稚園

#### 標津郡
- 中標津町立計根別幼稚園
- 標津町立川北幼稚園

#### 目梨郡
- 羅臼町立春松幼稚園
- 羅臼町立羅臼幼稚園

## 私立幼稚園

### 石狩振興局

#### 札幌市
- 桑園幼稚園
- 札幌大谷大学幼稚園
- めばえ幼稚園
- 大通幼稚園
- 札幌ルーテル幼稚園
- ひかり幼稚園
- さゆり幼稚園
- カトリック聖園幼稚園
- 札幌円山幼稚園
- こひつじ幼稚園
- 札幌いづみ幼稚園
- 宮の森幼稚園
- ばんけい幼稚園
- つぼみ幼稚園
- 藤幼稚園
- 札幌北幼稚園
- 新琴似育英幼稚園
- 琴星幼稚園
- 新琴似幼稚園
- 札幌ひまわり幼稚園
- 麻生明星幼稚園
- 新川幼稚園
- 幌北幼稚園
- 華園幼稚園
- そうせい幼稚園
- 篠路光真幼稚園
- 札幌三育幼稚園
- あいの里幼稚園
- 百合が原幼稚園
- 茨戸メリー幼稚園
- あいの里大藤幼稚園
- Cinq Perles幼稚園
- つよし幼稚園
- 札幌大谷第一幼稚園
- 札幌大谷第二幼稚園
- ふしこ幼稚園
- 栄光幼稚園
- 清明幼稚園
- 札幌愛珠幼稚園(認定こども園)
- 北栄幼稚園
- 札苗幼稚園
- あゆみ幼稚園
- 札幌あかしや幼稚園
- 聖ミカエル幼稚園
- あゆみ第二幼稚園
- 丘珠幼稚園
- 天使幼稚園
- 札幌幼稚園
- 菊水いちい幼稚園
- 札幌白樺幼稚園
- 幌東幼稚園
- あさひ幼稚園
- 本郷幼稚園
- 白石幼稚園
- 北郷あゆみ幼稚園
- 北都幼稚園
- 南郷札幌幼稚園
- 北郷札幌幼稚園
- 札幌第一幼稚園
- 札幌若葉幼稚園
- 平岸幼稚園
- なかのしま幼稚園
- 美晴幼稚園
- 札幌ゆたか幼稚園
- 黎明幼稚園
- 西岡ふたば幼稚園
- 札幌くりのみ幼稚園
- 札幌創価幼稚園
- 札幌白ゆり幼稚園
- 幌南学園幼稚園
- ふくずみ幼稚園
- まなび幼稚園
- つきさむ幼稚園
- 札幌わかくさ幼稚園
- 真駒内幼稚園
- 澄川幼稚園
- よい子の幼稚園
- 真駒内聖母幼稚園
- もなみ幼稚園
- まこまない明星幼稚園
- 北海道文教大学付属幼稚園
- 光塩学園女子短期大学附属幼稚園
- いしやま中央幼稚園
- 第二もなみ幼稚園
- 南の沢幼稚園
- 札幌トモエ幼稚園
- ときわみなみ幼稚園
- 藤ヶ丘幼稚園
- 札幌みすまい幼稚園
- 札幌梅香幼稚園
- インターナショナル山の手幼稚園
- 幸明幼稚園
- 西野桜幼稚園
- あづま幼稚園
- 琴似中央幼稚園
- 琴似教会幼稚園
- 発寒幼稚園
- 札幌ルンビニー幼稚園
- 西野第二桜幼稚園
- 宮ノ丘幼稚園
- 平和幼稚園
- 西野札幌幼稚園
- 北光幼稚園
- ひばりが丘明星幼稚園
- 厚別幼稚園
- もみじ台幼稚園
- 札幌みづほ幼稚園
- 札幌あすなろ幼稚園
- 虹の森カトリック幼稚園
- いちい幼稚園
- 大谷地幼稚園
- 第2あつべつ幼稚園
- 新さっぽろ幼稚園
- 桜台いちい幼稚園
- 札幌あおば幼稚園
- さわらび幼稚園
- 手稲育英幼稚園
- 星の子幼稚園
- 山王幼稚園
- 富丘つくし幼稚園
- 松葉幼稚園
- おおぞら幼稚園
- 前田幼稚園
- 清田幼稚園
- 札幌国際大学付属幼稚園
- 札幌きたの幼稚園
- 北野しらかば幼稚園
- 光の泉幼稚園
- 里塚幼稚園
- 平ヶ岡幼稚園
- つみき幼稚園
- 美しが丘幼稚園

#### 江別市
- 大麻藤幼稚園
- 若葉幼稚園
- のっぽろ幼稚園
- 大麻ひかり幼稚園
- 江別大谷幼稚園
- 元江別わかば幼稚園
- 晃成幼稚園
- 大麻幼稚園
- あけぼの幼稚園
- 第二大麻幼稚園
- 上江別幼稚園
- 元野幌めぐみ幼稚園
- 江別あかしや幼稚園

#### 北広島市
- 広島天使幼稚園
- 広島大谷幼稚園
- 北広島わかば幼稚園(認定こども園)
- 北広島かおり幼稚園
- 広島幼稚園
- 大曲大谷幼稚園
- 札幌自由の森幼稚園
- 大地太陽幼稚園

#### 恵庭市
- 恵庭幼稚園
- クラーク幼稚園
- かしわ幼稚園
- 第二かしわ幼稚園
- 島松幼稚園
- 恵み野幼稚園
- 恵み野第二幼稚園

#### 千歳市
- 千歳青葉幼稚園
- メリー幼稚園
- 千歳幼稚園
- 千歳第2幼稚園
- くるみ幼稚園
- 千歳わかば幼稚園
- 千歳つくし幼稚園
- 第2メリー幼稚園
- 向陽台つくし幼稚園
- 第2わかば幼稚園

#### 石狩市
- 花川北陽幼稚園
- 花川わかば幼稚園
- 花川マリア幼稚園
- 花川南幼稚園(認定こども園)
- ミナクル幼稚園

### 渡島総合振興局

#### 函館市
- 遺愛幼稚園
- 函館藤幼稚園
- カトリック湯の川幼稚園
- 元町白百合幼稚園
- 函館短期大学付属幼稚園
- 函館大谷幼稚園
- 龍谷幼稚園
- 花園大谷幼稚園
- 国の華幼稚園
- 函館ちとせ幼稚園(認定こども園)
- 函館若葉幼稚園(認定こども園)
- 函館第三大谷幼稚園
- 函館めぐみ幼稚園
- 函館大谷短期大学附属幼稚園
- 函館白百合学園幼稚園
- 太陽の子幼稚園
- 亀田ゆたか幼稚園
- 第二太陽の子幼稚園
- 函館ひかり幼稚園
- ききょう幼稚園
- 函館あおい幼稚園
- 高丘幼稚園
- 遺愛旭岡幼稚園

#### 北斗市
- 函館大谷短期大学附属大野幼稚園
- 上磯幼稚園
- 上磯立正幼稚園
- ゆうあい幼稚園

#### 松前郡
- 福島幼稚園

#### 亀田郡
- 七飯マリア幼稚園
- 七飯南幼稚園

#### 二海郡
- 八雲幼稚園
- 八雲マリア幼稚園

#### 山越郡
- 学校法人函館カトリック学園　長万部マリア幼稚園(認定こども園)

### 檜山振興局

#### 檜山郡
- 江差幼稚園
- 学校法人函館カトリック学園江差幼稚園

### 後志総合振興局

#### 小樽市
- 小樽藤幼稚園
- まや幼稚園
- 小樽幼稚園
- ロース幼稚園
- 小樽高田幼稚園
- さくら幼稚園
- 手宮幼稚園
- 小樽オリーブ幼稚園
- 小樽中央幼稚園
- 長橋幼稚園
- 朝里幼稚園
- いなほ幼稚園
- 小樽杉の子幼稚園
- 豊川幼稚園
- 高島幼稚園
- 桂岡幼稚園(認定こども園)

#### 磯谷郡
- 昆布大谷幼稚園
- 蘭越ひばり幼稚園

#### 虻田郡
- 倶知安幼稚園
- 倶知安藤幼稚園
- 倶知安めぐみ幼稚園

#### 岩内郡
- 岩内幼稚園
- 岩内大谷幼稚園
- 高田幼稚園

#### 余市郡
- リタ幼稚園
- 夢の森幼稚園

### 空知総合振興局

#### 夕張郡
- 由仁幼稚園
- 長沼カトリック聖心幼稚園
- 栗山めぐみ幼稚園

#### 岩見沢市
- よいこのくに幼稚園
- 岩見沢天使幼稚園
- 岩見沢めぐみ幼稚園
- 駒沢幼稚園
- 岩見沢聖十字幼稚園
- よいこのくに幌向幼稚園

#### 美唄市
- 美唄めぐみ幼稚園
- 美唄アカシヤ幼稚園

#### 芦別市
- 芦別みどり幼稚園

#### 三笠市
- 三笠藤幼稚園

#### 滝川市
- 滝川幼稚園
- 滝川白樺幼稚園

#### 砂川市
- 砂川天使幼稚園

#### 深川市
- 深川大竜寺幼稚園
- 深川めぐみ幼稚園
- 深川幼稚園

#### 空知郡
- 南幌みどり野幼稚園
- みずほ幼稚園

#### 樺戸郡
- 月形大谷幼稚園
- 新十津川幼稚園

#### 雨竜郡
- 沼田町認定こども園

### 上川総合振興局

#### 旭川市
- 旭川聖母幼稚園
- 旭川みその幼稚園
- 旭川天使幼稚園
- 旭川東光幼稚園
- 旭川こばと幼稚園
- 旭川志峯幼稚園
- くりの木幼稚園
- あしたば幼稚園
- わかば幼稚園
- 百華幼稚園(認定こども園)
- ひとみ幼稚園(認定こども園)
- つくし幼稚園
- たいせつ幼稚園
- 旭川あゆみ幼稚園
- ユリアナ幼稚園
- 旭川ふたば幼稚園
- 旭川白百合幼稚園
- 大谷さかえ幼稚園
- 旭川藤幼稚園
- あすなろ幼稚園
- めいほう幼稚園
- めばえ幼稚園
- 大谷ひかり幼稚園
- きくし幼稚園
- ひまわり幼稚園
- みどり幼稚園
- 大谷さくら幼稚園
- やまと幼稚園
- さくらおか幼稚園
- 旭川幼稚園

#### 士別市
- 瑞祥幼稚園
- 士別幼稚園
- カトリック士別幼稚園

#### 名寄市
- 名寄幼稚園
- 名寄大谷幼稚園
- 光名幼稚園
- 名寄カトリック幼稚園
- 風連幼稚園

#### 富良野市
- 慈恵ひまわり幼稚園
- 富良野みどり幼稚園
- ルンビニ幼稚園
- 富良野聖園幼稚園

#### 上川郡
- たかす円山幼稚園
- 東聖こばと幼稚園
- 上川幼稚園
- のぞみ幼稚園
- 青葉幼稚園

#### 空知郡
- 上富良野高田幼稚園

### 留萌振興局

#### 留萌市
- かもめ幼稚園
- 留萌聖園幼稚園

#### 苫前郡
- まき幼稚園
- 羽幌藤幼稚園

### 宗谷総合振興局

#### 稚内市
- 稚内鈴蘭幼稚園
- 稚内幼稚園
- 萩見幼稚園
- 富士見幼稚園
- 稚内ひかり幼稚園
- 稚内大谷幼稚園
- 稚内富岡幼稚園
- 稚内カトリック幼稚園

#### 枝幸郡
- 枝幸幼稚園

### オホーツク総合振興局

#### 北見市
- 北見マリア幼稚園
- 北見ときわ幼稚園
- 北見幼稚園
- 北見藤幼稚園
- 北見さくら幼稚園
- 北見のぞみ幼稚園
- 北見聖母幼稚園
- 高栄幼稚園
- 北見くるみ幼稚園(認定こども園)
- 北見わかば幼稚園
- 北見北光幼稚園
- 北見大谷幼稚園
- 留辺蘂マリア幼稚園(認定こども園)
- 端野若葉幼稚園

#### 網走市
- 桂幼稚園
- 網走若葉幼稚園
- 網走藤幼稚園
- 網走幼稚園
- つくしヶ丘幼稚園
- 潮見幼稚園

#### 網走郡
- 美幌藤幼稚園
- 美幌大谷幼稚園
- 津別青葉幼稚園

#### 紋別市
- 紋別藤幼稚園
- 紋別幼稚園
- 紋別大谷幼稚園

#### 紋別郡
- 遠軽中央幼稚園
- 遠軽ひばり幼稚園
- 遠軽幼稚園
- みのり幼稚園
- はまなす幼稚園

#### 斜里郡
- 斜里大谷幼稚園
- 清里やまと幼稚園
- 小清水幼稚園

#### 常呂郡
- めぐみ幼稚園

### 胆振総合振興局

#### 室蘭市
- すみれ文化幼稚園
- ベネディクト幼稚園
- 室蘭幼稚園
- 桜ヶ丘幼稚園
- 室蘭中島幼稚園
- ピノキオ幼稚園
- 清泉幼稚園
- 文化女子大学室蘭短期大学附属幼稚園
- 第二美園幼稚園
- 室蘭めばえ幼稚園
- 八丁平美園幼稚園

#### 登別市
- リリー文化幼稚園
- 登別カトリック聖心幼稚園
- 白菊幼稚園
- 白雪幼稚園

#### 苫小牧市
- 苫小牧中央幼稚園
- 苫小牧藤幼稚園
- 苫小牧ふたば幼稚園
- 苫小牧いずみ幼稚園
- 原学園ひかり幼稚園
- 苫小牧聖ルカ幼稚園
- かおり幼稚園
- 苫小牧聖母幼稚園
- ピノキオ苫小牧幼稚園
- 錦岡幼稚園
- 苫小牧マーガレット幼稚園
- 駒沢苫小牧幼稚園
- 苫小牧第二中央幼稚園
- 勇払幼稚園
- 苫小牧あおば幼稚園
- ひかりの国幼稚園
- 苫小牧澄川幼稚園
- 青空幼稚園
- はくちょう幼稚園
- 苫小牧のぞみ幼稚園
- 第二はくちょう幼稚園
- エンゼル幼稚園

#### 伊達市
- 伊達幼稚園
- 京王幼稚園

#### 虻田郡
- とうやこ幼稚園

#### 白老郡
- 白老さくら幼稚園

#### 勇払郡
- 大東文化鵡川幼稚園

### 日高振興局

#### 沙流郡
- 厚賀幼稚園
- 富川ひばり幼稚園

#### 日高郡
- 静内幼稚園
- マーガレット幼稚園

#### 浦河郡
- 夢の国幼稚園
- 日高文化幼稚園

#### 幌泉郡
- 光の園幼稚園

### 十勝総合振興局

#### 帯広市
- 帯広ひまわり幼稚園
- 帯広の森幼稚園
- 帯広幼稚園
- 帯広藤幼稚園
- 帯広東幼稚園
- 帯広聖公会幼稚園
- 柏林台カトリック幼稚園
- 双葉幼稚園
- 第一いずみ幼稚園
- 帯西幼稚園
- 帯広わかば幼稚園
- 帯広第二ひまわり幼稚園
- つくし幼稚園
- つつじが丘幼稚園

#### 河東郡
- 共栄台幼稚園
- 音更大谷幼稚園

#### 河西郡
- 芽室幼稚園
- 北明やまざと幼稚園

#### 中川郡
- 幕別幼稚園
- 池田カトリック幼稚園
- 本別カトリック幼稚園

### 釧路総合振興局

#### 釧路市
- 釧路明照幼稚園
- 釧路短期大学附属幼稚園
- 望洋幼稚園
- 仏教釧路幼稚園
- 釧路カトリック幼稚園
- 釧路聖母幼稚園
- 十條ひまわり幼稚園
- 釧路桜幼稚園
- 釧路ふたば幼稚園
- ひぶな幼稚園
- かすみ幼稚園
- グリー幼稚園
- 釧路白樺幼稚園
- 第二豊川幼稚園
- 鳥取あおば幼稚園
- 釧路ひばり幼稚園
- 愛国フレンド幼稚園
- 貝塚幼稚園
- 湖畔幼稚園
- 鶴野あおば幼稚園
- 昭和スポーツ幼稚園
- 大楽毛よしの幼稚園
- わかばフレンド幼稚園
- 釧路豊川幼稚園
- みはらフレンド幼稚園
- 美原つくし幼稚園

#### 釧路郡
- 釧路めぐみ幼稚園
- せちりあおば幼稚園
- 白梅幼稚園

#### 厚岸郡
- 厚岸カトリック幼稚園
- 厚岸さくら幼稚園

#### 川上郡
- 摩周丘幼稚園

#### 白糠郡
- 白糠二葉幼稚園

### 根室振興局

#### 根室市
- 根室カトリック幼稚園
- 根室つくし幼稚園
- 睦の園幼稚園

#### 野付郡
- 別海くるみ幼稚園
- 別海愛光幼稚園

#### 標津郡
- 中標津愛光幼稚園
- 中標津ひかり幼稚園
- 中標津カトリック幼稚園
- 中標津第二ひかり幼稚園